# Sergio Asenjo
Sergio Asenjo Andrés (født 28. juni 1989 i Palencia, Spanien) er en spansk fodboldspiller, der spiller som målmand hos den spanske 1. divisions klub Villareal CF. Han har spillet for Villarreal siden juli 2014, hvor han blev købt fra Atlético Madrid.
Med Atletico var Asenjo i 2010 med til at vinde den allerførste udgave af UEFA Europa League.

## Titler
UEFA Europa League
- 2010 med Atlético Madrid